# Bartolomé Salom
Bartolomé Antonio de la Concepción Salom Borges (Puerto Cabello; 24 de agosto de 1780 - ibidem, 30 de octubre de 1863) fue un militar venezolano que obtuvo el grado de general en la guerra de independencia de Venezuela. El general Salom es considerado como uno de los héroes nacionales del Colombia.

## Guerra de Independencia
Hijo de Gabriel Salom, oriundo de Santa Cruz de Tenerife, y María Magdalena Borges Mungía, nativa de Palma de Mallorca, fue un próspero comerciante hasta unirse a la Conjuración de los Mantuanos en 1808. En mayo de 1810 se hizo subteniente de milicias y en julio de 1811 era capitán de artillería durante el asedio de Valencia y en junio de 1812 en la batalla de La Victoria sirviendo bajo las órdenes del General Francisco Rodríguez del Toro, hermano del Marqués del Toro. Al caer la Primera República se retiró a Puerto Cabello, es hecho prisionero y los realistas lo encarcelan en el castillo San Felipe. Logra evadirse trasladándose a la Nueva Granada en busca del Libertador Simón Bolívar. En Cartagena de Indias se reincorpora a la lucha revolucionaria y en 1813 hace la Campaña Admirable con el Libertador. El 28 de julio de 1813, cae prisionero en el sitio de Puerto Cabello, y fue confinado nuevamente en el Castillo San Felipe de su ciudad natal siendo sometido a efectuar trabajos forzados. El 1 de noviembre de 1813, es enviado preso a Cádiz, en compañía de otros patriotas. Durante una escala en Veracruz consiguió librarse de sus captores huyendo a Jamaica y luego a la Nueva Granada. Conociendo los pasos del Libertador, se le incorporó en un pequeño pueblo, en las riberas del río Yucal. Bolívar lo recibió con beneplácito, confiándole el mando del pequeño batallón Caracas. En 1815 es uno de los defensores de Cartagena de Indias, bajo las órdenes del General José Francisco Bermúdez. Combatió heroicamente en el  asedio de Cartagena en 1815 pero pudo escapar a Haití junto a otros jefes patriotas. En 1815 fue nombrado mayor general por Bolívar en la expedición de Los Cayos y destacó en el combate naval de Los Frailes (2 de mayo de 1816) y la toma de Carúpano (1 de junio). Siendo ascendido a Teniente Coronel en esta ciudad funda el Cuerpo Nacional de Artillería del Ejército Libertador.
Después del desembarco en Ocumare de la Costa (6 de julio) las fuerzas expedicionarias fueron derrotadas por los realistas y Bolívar huye de nuevo a Haití. Junto al resto de los patriotas emprende la retirada al mando del general Gregor MacGregor participa en los combates de Quebrada Honda (2 de agosto), El Alacrán (6 de septiembre) y El Juncal (27 de septiembre). En 1817 lucha a las órdenes del general Manuel Piar  en Angostura (18 de enero) y San Félix (11 de abril) y en el asedio de Angostura (17 de julio). Bajo el mando del gobernador de Barinas, José Antonio Páez, luchó en las batallas de San Fernando de Apure (7 de marzo de 1818) y Ortiz (22-26 de marzo) dirigiendo la artillería. En 1819 participa en la campaña libertadora de Nueva Granada y es nombrado gobernador y comandante de Tunja, cargo que desempeña entre agosto y noviembre. En 1820 forma parte de la comisión negociadora del Tratado de Armisticio y Regularización de la Guerra presidida por el general Antonio José de Sucre. Coronel y subjefe del Estado Mayor, estuvo a cargo de la logística de la batalla de Carabobo (24 de junio de 1821). En Popayán  es ascendido a brigadier general y jefe del Estado Mayor del ejército patriota. En la Campaña del Sur se distingue en la batalla de Bomboná el 7 de abril de 1822 y en el asedio de Pasto llamada  «el refugio de la monarquía en los grandes reveses». Bolívar le asigna el cargo de Intendente de Guayaquil. El 12 de junio de 1822 estalla la rebelión de Pasto liderada por el coronel Remigio Boves, sobrino del gran caudillo español José Tomás Boves. Tras el triunfo en Pichincha el 16 de junio Bolívar entraba en Quito y se reunía con el general Antonio José de Sucre. El 22 de octubre los realistas recuperaban Pasto. Ante el levantamiento, Bolívar envía al  general Sucre para organizar  el asedio de Pasto junto a Salom reemplazándolo en el gobierno de los departamentos de Ecuador y Azuay. El 24 de noviembre Boves vencía en la Cuchilla de Taindalá pero el 22 de diciembre se vengaba Sucre en ese mismo lugar. Finalmente, entre el 23 y 25 de diciembre, las tropas patriotas entran a Pasto con el Batallón Rifles a la vanguardia. En un episodio conocido en la historia como la «Navidad Negra» se produce una masacre de 400 civiles y la ciudad es entregada al saqueo, violaciones y destrucción. 
Inicialmente el general Salom estaba a cargo de Pasto, pero volvió a Quito por orden de Bolívar. Una guarnición quedó ocupando la ciudad al mando del coronel Juan José Flores.  En junio de 1823 estalla el segundo levantamiento de Pasto esta vez al mando del coronel Agustín Agualongo.  Después de la victoria de Bolívar sobre los realistas en la batalla de Ibarra el 17 de julio de 1823 le dio órdenes a Salom de pacificar Pasto. Salom debe coordinar sus fuerzas con el general José de Jesús Barreto y el coronel Joseph Hermógenes Maza y  sin contemplaciones de ningún tipo completa la tarea en menos de un mes. Los castigos continuaron 1.000 pastusos fueron reclutados a la fuerza y 300 fueron exiliados a Quito y Guayaquil; se fusilaron a cabecillas y prisioneros realistas y se confiscaron gran cantidad de bienes. Se ordena además la ejecución de 14 habitantes ilustres de Pasto, arrojándolos en parejas y amarrados a los precipicios del Río Guáitara.  Según Gutiérrez Ramos: «así intervinieron los jefes patriotas  en las crueles campañas llevadas al cabo contra aquella Vendée colombiana, hasta el punto de haber violado cínicamente compromisos solemnemente adquiridos». Sin embargo, el 18 de agosto Agualongo volvió a concentrar suficientes guerrilleros alrededor de Pasto como para asediar a la guarnición republicana, la que tuvo que abandonar cinco días después. Salom fue reemplazado por el general Joseph Mires al mando de las fuerzas patriotas. El 13 de septiembre el coronel Flores venció a Agualongo y reconquista Pasto para la causa patriota. El 13 de octubre Salom vence al coronel realista en Catambuco.
En noviembre, el vicepresidente Francisco de Paula Santander intenta negociar la paz con los realistas pero estos se negaron. Agualongo continuó con sus actividades y durante el 6 y 7 de febrero de 1824 reconquistó Pasto en un ataque sorpresa. Sin embargo, Flores recuperó la urbe tres días después y fusiló a los doscientos guerrilleros que capturó. El 24 de junio Salom captura a  Agualongo en El Castigo y  tras ser sometido a una corte marcial es fusilado el 13 de julio en Popayán.

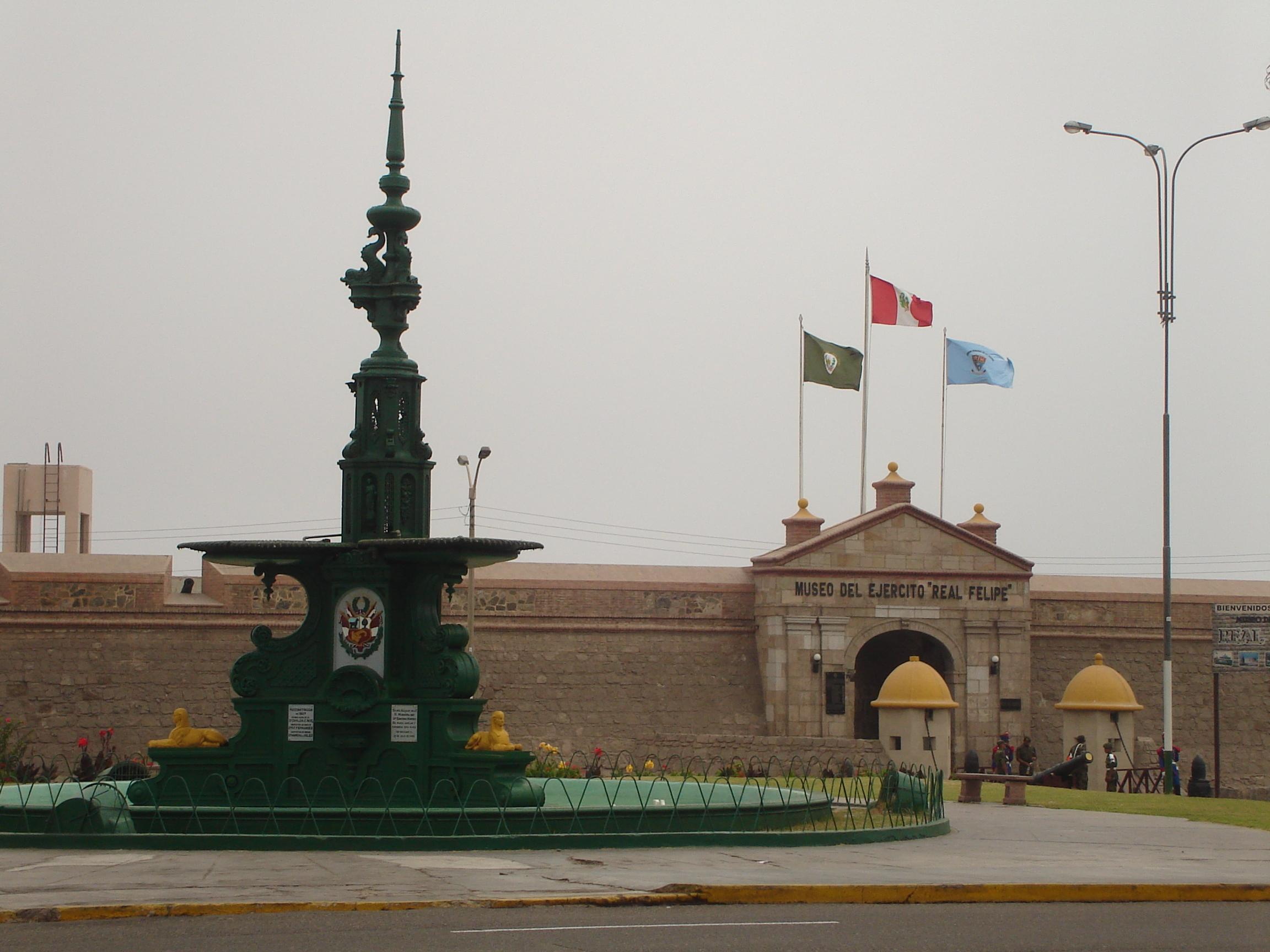
Fortaleza del Real Felipe de El Callao. Puede verse la puerta principal, en la muralla del Camino Real, dos garitas y, en primer plano, la pileta de la Plaza Salom.

Tras la rendición de los rebeldes pastusos, Salom desembarca en Trujillo (Perú) el 11 de noviembre de 1824 con refuerzos para Simón Bolívar que infructuosamente trataba de rendir el puerto amurallado de El Callao.  El desastre de Ayacucho (9 de diciembre de 1824) puso fin al virreinato peruano, sin embargo el General José Ramón Rodil, comandante militar de las fortalezas del Callao, se negó a acogerse a la capitulación de Ayacucho confiando en que aún podría recibir refuerzos de España. En Lima Bolívar encomendó a Salom el asedio por tierra y por mar de la Fortaleza del Real Felipe y los Castillos del puerto del Callao.  Rodil contaba para su defensa con los veteranos regimientos Real de Lima y Arequipa junto a los soldados independentistas desertores que se le habían unido. Se habían refugiado también en el Callao millares de civiles realistas que perecieron en gran número por hambre y enfermedad. Finalmente el 22 de enero de 1826 cuando casi todos sus soldados habían muerto y los sobrevivientes se alimentaban de ratas Rodil aceptó capitular ante el general  Salom. La asombrosa resistencia de Rodil mereció que Simón Bolívar dijera a Salom después del triunfo, cuando este último pedía la máxima pena para el jefe realista: «El heroísmo no es digno de castigo». Rodil obtiene condiciones honrosas en la capitulación, llevando consigo las banderas de sus regimientos que fueron las últimas en abandonar el Perú. Con la entrega del Callao, desapareció el último ejército español de América del Sur.

## Vida política
En 1827 Salom regresa a Venezuela donde organiza la hacienda pública de la provincia de Carabobo. Entre 1828 y 1829 es intendente y comandante de Maturín. Candidato a la vicepresidencia de Venezuela en 1833, se retiró a la vida privada. Casado con Carmen Josefa Sereno (1822-1877) el 16 de noviembre de 1843, tuvo dos hijos: Simón Cincinato y Carmen Magdalena. Tres años después perdió las elecciones presidenciales de Venezuela de 1846 frente a José Tadeo Monagas. Murió en Puerto Cabello el 30 de octubre de 1863. Sus restos fueron trasladados al Panteón Nacional de Venezuela el 5 de julio de 1909.

## Homenajes

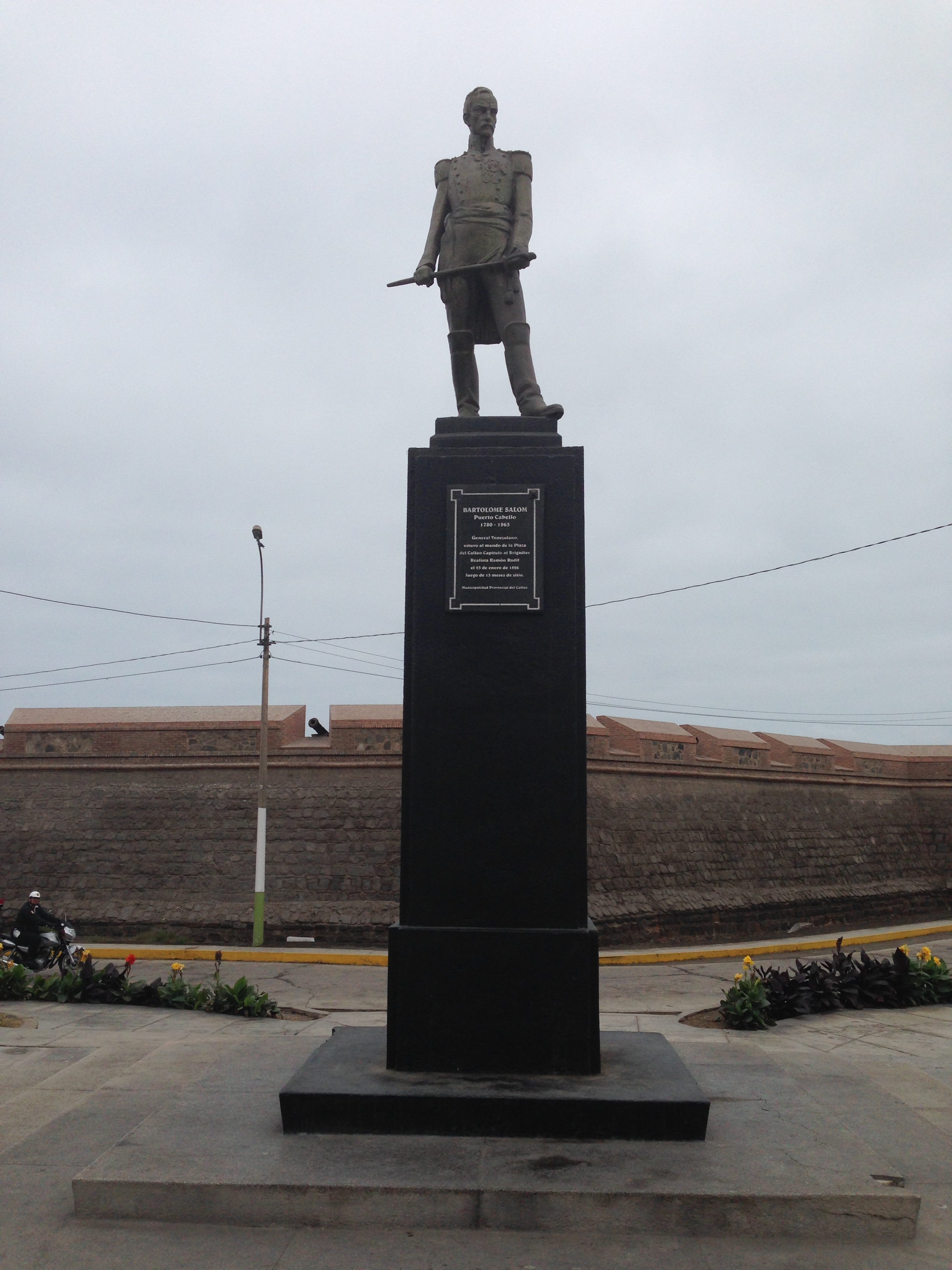
Monumento a Bartolomé Salom.

No es sino a partir de 1920 cuando en Puerto Cabello, su ciudad natal, comienza a rescatarse la figura de Salom cuando el 24 de junio de 1921 se construye la Plaza Salom cuyo estatua en bronce se vació en Florencia (Italia).
El 31 de diciembre de 1925 la Asamblea Constituyente del estado Yaracuy decide colocar el nombre de Salom a una de las parroquias del Municipio Nirgua. En el Salón Elíptico del Palacio Federal de Caracas se coloca un retrato de Salom cuyo autor fue  Emilio Mauri.  La  «Orden Bartolome Salom»  es una condecoración al mérito que confiere la municipalidad de Puerto Cabello. En 1953 se inaugura el aeropuerto Bartolomé Salom de Puerto Cabello. Uno de los destructores de la Armada, clase Lino de Clemente, lleva su nombre. Un Liceo de Caracas y una escuela de Puerto Cabello llevan su nombre.